# Rafīq al-Ḥarīrī
Rafīq al-Harīrī (Sidone, 1º novembre 1944 – Beirut, 14 febbraio 2005) è stato un politico e imprenditore libanese.

## Biografia
Nato da umili origini in una famiglia musulmana sunnita della città portuale di Sidone, in Libano, Hariri ha ricevuto l'educazione primaria nella sua città e ha studiato scienze dell'amministrazione presso l'Università Araba di Beirut. Si trasferì in Arabia Saudita nel 1965 per lavorare in una società di costruzioni. Nel 1969 fondò la sua propria compagnia, la CICONEST, emergendo come potente imprenditore edile. Nel 1978 ottenne la cittadinanza saudita e iniziò a svolgere il ruolo di emissario della famiglia reale saudita in Libano. Hariri acquistò la società Oger nel 1979 e fondò la Oger International, con base a Parigi, i cui interessi includevano il settore bancario, edilizio, petrolifero, industriale e delle telecomunicazioni.
Negli anni ottanta, continuando ad agire come inviato della famiglia reale saudita nel paese, Hariri preparò il terreno, insieme a Philip Habib, in quel periodo inviato degli Stati Uniti in Libano, per gli accordi di Ta'if del 1989, che misero fine alla guerra civile. Questo gli spianò la strada per diventare primo ministro.
Nel 1993 fondò, a Beirut, la stazione televisiva Future TV e acquistò quote di diversi quotidiani libanesi, oltre a fondarne uno nuovo, al-Mustaqbal, "Il Futuro" e un partito politico sunnita "movimento Futuro" (Tayyar Al-Mustaqbal).
Fu anche il principale azionista della Solidere, la compagnia che ottenne l'appalto per la ricostruzione del centro di Beirut.

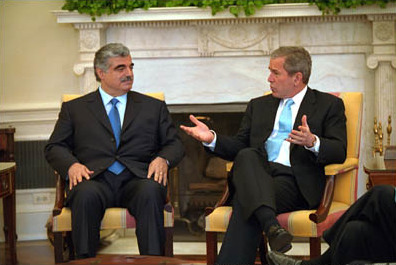
George W. Bush e Rafiq al-Hariri alla Casa Bianca

Negli anni ottanta Hariri è entrato nella classifica dei 100 uomini più ricchi al mondo stilata da Forbes. Nel 2002 è diventato il quarto uomo politico più ricco del mondo. Nel 2005 la rivista ha stimato la sua ricchezza in 4,3 miliardi di dollari.
Fu primo ministro dal 1992 al 1998, poi ancora dal 2000 alla fine del 2004. Reinserì il paese sulla mappa finanziaria facendo emettere degli eurobond e ricevendo approvazione dalla Banca Mondiale grazie al suo piano per ottenere in prestito soldi per la ricostruzione. Sia nel 1998 che nel 2004 fu costretto alle dimissioni dalle pressioni siriane e dall'estensione del mandato da presidente di Émile Lahoud. Nel 2004 dichiarò di non volersi più candidare.
Dal punto di vista economico i suoi risultati sono stati controversi: il suo piano di prestiti e ricostruzioni ha portato a un grande debito pubblico e deficit di bilancio. È stato accusato di aver ignorato i poveri, in materia di assistenza sociale, perché, nonostante i numerosi episodi di beneficenza, i suoi progetti di ricostruzione hanno interessato in maniera diseguale le varie regioni libanesi, aumentando le sperequazioni economiche e sociali. D'altro canto, l'esperienza imprenditoriale di Hariri e le sue conoscenze personali hanno giocato un ruolo di apripista nell'incitare gli investimenti internazionali e nel sostenere la ripresa economica.
In un'intervista concessa alla BBC in cui gli veniva chiesto perché si fosse rifiutato di consegnare i membri di Hezbollah che erano stati dichiarati terroristi dagli Stati Uniti, ha dichiarato che gli uomini di Hezbollah erano i soli a proteggere il Libano dall'invasione israeliana.

### Assassinio

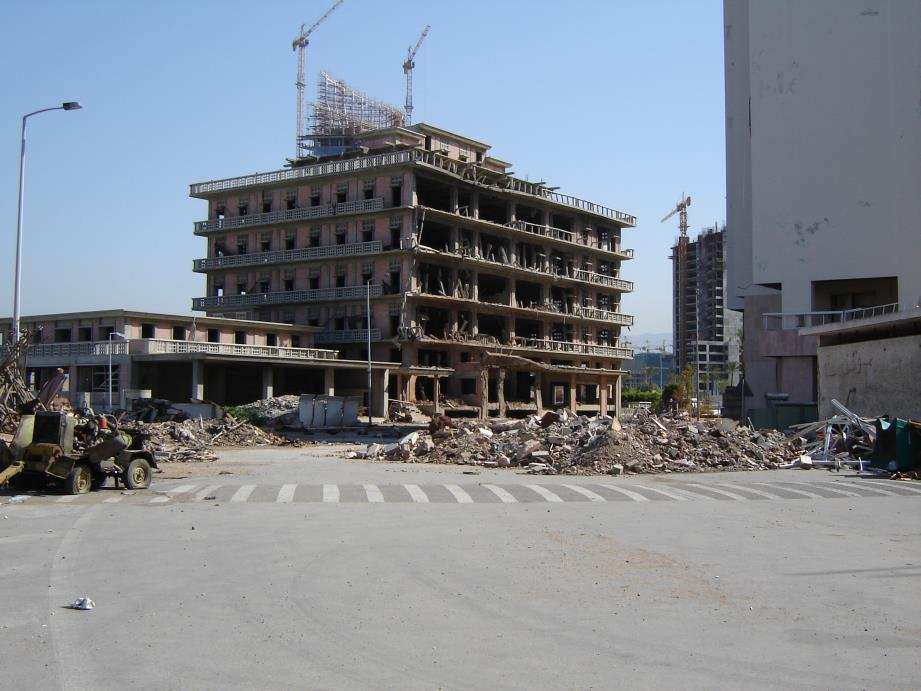
Il luogo dove è stato assassinato Rafiq al-Hariri. Al centro, l'Hôtel Saint-Georges.

Il 14 febbraio 2005 Rafiq al-Hariri fu ucciso, insieme ad altre 21 persone, mentre la sua auto passava davanti all'Hotel St. George. Insieme a lui morirono alcune delle sue guardie del corpo e il suo amico ed ex ministro dell'economia Bassel Fleihan.
Il DNA rinvenuto sulla scena del crimine farebbe pensare ad un attentatore suicida di sesso maschile.
Il governo siriano è stato chiamato in causa quale mandante dell'omicidio, a causa dei pubblici attriti tra Hariri e Damasco che avevano preceduto le sue dimissioni. Un rapporto dell'ONU implica nell'assassinio ufficiali siriani e membri del servizio segreto libanese. Il consiglio di sicurezza dell'ONU ha votato all'unanimità per chiedere alla Siria piena collaborazione sull'argomento.
Il secondo figlio di Rafiq al-Hariri, Saʿd Harīrī, è considerato il suo erede sia economico che politico: è stato primo ministro dal novembre 2009 al gennaio 2011 ed ha ottenuto un secondo incarico il 3 novembre 2016. Il 6 settembre 2010 ha dichiarato al quotidiano saudita al-Sharq al-Awsat (Medio Oriente) di essersi sbagliato, in base a dati di fatto, nel sospettare la Siria dell'omicidio del padre.
Il 18 agosto 2020, il Tribunale speciale per il Libano ha concluso che non vi erano prove che la leadership di Hezbollah o della Siria fosse coinvolta nell'assassinio di Rafiq al-Hariri.
Il 16 giugno 2022 tre membri di Hezbollah vennero condannati all'ergastolo per l'omicidio di Hariri, di 17 anni prima.

## Commissione investigativa indipendente delle Nazioni Unite
Il 7 aprile 2005 il Consiglio di sicurezza delle Nazioni Unite incaricò con la Risoluzione 1595 una commissione investigativa indipendente (UNIIC, dall'inglese United Nations International Independent Investigation Commission per far luce sui fatti che portarono alla morte di Rafic Hariri.
Il 13 maggio 2005 Kofi Annan incaricò il giudice Detlev Mehlis di presiedere alla commissione.. La commissione presentò i primi risultati nell'ottobre del 2005 e un secondo rapporto nel dicembre 2005.
Mehlis fu sostituito nel 2006 da Serge Brammertz e nel 2007 da Daniel Bellemare quando Brammertz ottenne l'incarico di pubblico ministero nel Tribunale penale per l'ex-Jugoslavia.
In totale la commissione presentò oltre 10 rapporti prima di essere sostituito dal Tribunale speciale per il Libano nel 2009. Nel corso delle inchieste la commissione avanzò e documentò l'ipotesi che Rafiq Hariri fosse stato ucciso da membri di Hezbollah su ordine o con la complicità di agenti d'intelligence siriani e libanesi.

## Tribunale internazionale
Il 30 maggio 2007, una risoluzione del Consiglio di sicurezza dell'ONU ha istituito il Tribunale Speciale per il Libano con il compito di far luce sull'attentato che ha ucciso Hariri.